# Saint-Loup, Marne

Saint-Loup este o comună în departamentul Marne, Franța. În 2009 avea o populație de 74 de locuitori.